# Im Namen des Gesetzes (1949)
Im Namen des Gesetzes (Originaltitel: In nome della legge) ist ein italienisches Filmdrama in Schwarzweiß von Pietro Germi. Das Drehbuch verfasste er selbst zusammen mit vier weiteren Autoren. Es basiert auf dem 1948 entstandenen Roman „Piccola pretura“ von Giuseppe Guido Lo Schiavo. Die Hauptrollen sind mit Massimo Girotti, Jone Salinas, Camillo Mastrocinque und Charles Vanel besetzt. Das Werk hatte seine Weltpremiere am 19. Februar 1949 in Frankreich. In der Bundesrepublik Deutschland kam der Film erstmals am 11. Mai 1951 in die Kinos. 

## Handlung
Der Film spielt kurz nach dem Ende des Zweiten Weltkrieges auf Sizilien. Erst vor Kurzem ist der junge Richter Guido Schiavi nach Capodarso versetzt worden. Als ein Mann von Unbekannten überfallen worden ist, trifft Schiavi bei seinen Ermittlungen auf eine Mauer des Schweigens. Die Einheimischen wissen: Über die Mafia zu reden oder sich ihrem „Gesetz“ entziehen zu wollen, kann tödlich sein. 
Früher, als das Bergwerk noch die Menschen ernähren konnte, hatten alle ihr Auskommen. Seit dessen Stilllegung hat sich dies jedoch drastisch geändert. Schiave will den Leuten helfen und verhandelt mit dem Bergwerksbesitzer, dem Baron Lo Vasto. Zu Schiaves Erstaunen kommt ihm dieser verbal sehr entgegen; aber damit will er nur von seinen eigenen dunklen Geschäften ablenken. Tatsächlich versucht er jedoch, die Freigabe des Bergwerks immer wieder hinauszuzögern. Nachdem sein Versuch, den Richter zu bestechen, misslungen ist, beauftragt er einen Killer, den ihm unliebsamen Menschen zu beseitigen.
Schiave und die Tochter des Barons haben sich ineinander verliebt. Ausgerechnet am Tag ihrer Hochzeit ereignet sich ein neuer Mord. Kurz darauf wird ein Mitglied der Mafia verhaftet. Der Geheimbund vermutet den Fuhrmann Paolo als Denunzianten und beschließt, ihn umzulegen und den Inhaftierten zu befreien.
Die Bergarbeiter haben es satt, sich immer nur mit Worten abspeisen zu lassen. Gewaltsam besetzen sie die Grube. Schiave gerät in einen Gewissenskonflikt: Einerseits will er den Menschen helfen, doch andererseits muss er nun gegen sie vorgehen und ihr unrechtmäßiges Handeln beenden. Dadurch bringt er die ganze Einwohnerschaft gegen sich auf. Der Richter sieht keinen anderen Ausweg, als Capodarso zu verlassen. Da erreicht ihn die Nachricht von Paolos Ermordung. Kurz entschlossen ruft er die Bevölkerung zusammen und hält eine flammende Rede, in der er alle des Mordes zeiht. Seine Worte verfehlen ihre Wirkung nicht; es gelingt ihm, die Gewissen der Menschen zu wecken. Sie umzingeln Paolos Mörder und übergeben ihn dem Richter.

## Kritik
Das Lexikon des internationalen Films zieht folgendes Fazit: „Der dritte Film Germis entstammt seiner neoveristischen Phase; er hat eine geradlinige Story, die kompetent und engagiert in Szene gesetzt ist.“

## Quelle
- Programm zum Film: Illustrierte Film-Bühne, erschienen im Verlag Film-Bühne GmbH München, Nummer 1090